# Lombardia Express
Il Lombardia Express era un servizio ferroviario della società Trenord che collegava la stazione di Milano Centrale a quelle di Bergamo e Varese; fu attivo dal 17 settembre 2012 al 6 gennaio dell'anno seguente. Con lo stesso termine si indicava anche la categoria di servizio assegnata alle corse.
Fino a dicembre 2012 il servizio era accessibile previa prenotazione, possibile anche a bordo, ma a una tariffa diversa da quella regionale. In seguito, il servizio divenne accessibile come servizio di sola prima classe. Era inoltre disponibile il servizio ristorazione.

## Storia
Il servizio fu avviato il 17 settembre 2012 con l'introduzione delle prime corse per Bergamo e Varese, con fermate intermedie rispettivamente a Milano Lambrate e a Milano Porta Garibaldi. Rispetto al servizio regionale, finanziato dagli enti pubblici locali attraverso appositi contratti di servizio stipulati con le società esercenti, le relazioni del Lombardia Express avrebbero funzionato "a mercato", quindi con i ricavi provenienti dalla sola vendita dei biglietti.
Se il servizio avesse riscosso successo, alcuni articoli di giornale riportarono la notizia che l'offerta sarebbe stata estesa anche ad altri capoluoghi di provincia lombardi, come Mantova e Sondrio, per velocizzare queste lunghe tratte regionali.. Tuttavia si decise di iniziare con Bergamo e Varese, perché queste due città non avevano un servizio di prima classe diretto a Milano, a differenza degli altri capoluoghi provinciali.
Il 1º dicembre, dopo poche settimane di esercizio, Trenord decise una riformulazione delle offerte, adeguando i prezzi a quelli della prima classe della Tariffa unica regionale (TUR).
A seguito del volume di passeggeri inferiore a quanto necessario per il mantenimento del servizio, la dirigenza Trenord decise di sospenderlo a partire dal 7 gennaio 2013.

## Servizio
Nel periodo di attività, le relazioni servite da questo servizio ferroviario furono le seguenti:
- Milano Centrale - Milano Lambrate - Bergamo, che percorreva la ferrovia Milano-Bergamo;
- Varese - Milano Porta Garibaldi - Milano Centrale, che percorreva la ferrovia Porto Ceresio-Milano.

Entrambe le relazioni erano servite da una coppia di corse: l'andata, in direzione Milano, si effettuava al mattino, mentre il ritorno avveniva nel tardo pomeriggio.

## Materiale rotabile
I Lombardia Express furono effettuati dai Convoglio Servizio Aeroportuale (CSA), derivato dal progetto Coradia-Minuetto e appositamente progettato per il servizio aeroportuale del Malpensa Express. Il convoglio ha una doppia classificazione: EA720-treno A501/50x su rete Ferrovie Nord Milano (FNM) ed ETR 245 FM su Rete Ferroviaria Italiana (RFI).